# Haverskerque
 Haverskerque  (en neerlandés Haverskerke) es una población y comuna francesa, en la región de Norte-Paso de Calais, departamento de Norte, en el distrito de Dunkerque y cantón de Merville.

## Demografía
| 1207 | 1165 | 1160 | 1193 | 1330 | 1432 |
| Para los censos de 1962 a 1999 la población legal corresponde a la población sin duplicidades (Fuente: INSEE [Consultar]) |      |      |      |      |      |